# ناشره
ناشِره (مژده‌بخش) یا گاما بزغاله یک ستاره است که در صورت فلکی بزغاله قرار دارد.